# União Democrática Austríaca
A União Democrática Austríaca (em alemão:  Österreichische Demokratische Union) foi um agrupamento formado por exilados austríacos na Grã-Bretanha em agosto de 1941 durante a Segunda Guerra Mundial. Baseava-se no Escritório Austríaco ou no Centro Austríaco e consistia em social-democratas e liberais - ao lado dos monarquistas principalmente austríacos da Liga Austríaca (signatários da declaração da Sociedade Austríaca) que compunham o grupo dominante na comunidade de 30.000 exilados na Grã-Bretanha durante a guerra. Em 1944, a ADU atraiu cerca de 300 membros, principalmente intelectuais, banqueiros, empresários e advogados.  O governo britânico favoreceu extraoficialmente os monarquistas.